# لائورا ورنیتزی
لائورا ورنیتزی (ایتالیایی: Laura Vernizzi؛ زادهٔ ۱۵ سپتامبر ۱۹۸۵) ژیمناست ریتمیک اهل ایتالیا است.
وی در مسابقات کشوری و بین‌المللی در مجموع برندهٔ ۱ مدال طلا، ۳ مدال نقره شده‌است.